# Маловський
Маловський (рос. Маловский) — селище Баунтовського евенкійського району, Бурятії Росії. Входить до складу Сільського поселення Багдаринське.
Населення —  1508 осіб (2015 рік). 